# Jesús de Polanco
Pour les articles homonymes, voir Polanco.
Jesús de Polanco (7 novembre 1929 à Madrid - 21 juillet 2007 à Madrid) était un patron de presse espagnol. Il est le fondateur du quotidien El Pais et le patron de Prisa, le premier groupe de presse et de médias en Espagne. Il fut un magnat de la presse espagnole et l'un des hommes les plus influents de son pays.

## Biographie
Orphelin très tôt, il commence dans la vie active en vendant des encyclopédies au porte à porte.
En 1958, il fonde la maison d'éditions Santillana, d'abord spécialisée dans les ouvrages juridiques, puis dans l'enseignement.
Après avoir fait fortune dans l'édition, il fonde en 1973, El Pais, qui se développe à partir de 1976 après la mort du général Franco. Il est devenu en 2007 le quotidien espagnol payant le plus lu[réf. nécessaire] et le fleuron du groupe Prisa (CA 2,8 milliards d'euros pour un bénéfice de 229 millions d'euros en 2006).
À travers le groupe Prisa, qu'il contrôle à 64 %, il est présent dans la presse (El Pais, Cinco Dias, As), dans l'édition, dans la radio (Cadena SER) et dans la télévision (Cuatro, Sogecable). Il est aussi propriétaire de nombreux médias en Amérique latine (radio chilienne Ibero American Radio Chile, quotidien colombien El Tiempo...). Au Portugal, où il possède le groupe Media Capital. En France il a pris une participation de 15 % dans le quotidien Le Monde. Au total, il emploie à travers le monde quatorze mille personnes dans 22 pays.
Politiquement, il est proche du parti socialiste espagnol et notamment de l'ancien premier ministre Felipe González. Il est un farouche opposant de la droite conservatrice espagnole et n'hésita pas à engager ses publications contre le Parti populaire (notamment dans les années 1990 et plus récemment en mars 2007).
Sa fortune était estimée en 2006 à 3 milliards d'euros, ce qui fait de lui la 11e fortune en Espagne et la 287e fortune mondiale, selon le magazine Forbes.
Il est mort à Madrid, le 21 juillet 2007 des suites d'une longue maladie à l'âge de 77 ans.
Il a quatre enfants, dont Ignacio de Polanco, qui lui a succédé à la tête de Prisa.